# Зброша-Мала
Зброша-Мала (пол. Zbrosza Mała) — село в Польщі, у гміні Промна Білобжезького повіту Мазовецького воєводства.
У 1975-1998 роках село належало до Радомського воєводства.